# Grallipeza russula
Grallipeza russula är en tvåvingeart som beskrevs av Wulp 1897. Grallipeza russula ingår i släktet Grallipeza och familjen skridflugor. Inga underarter finns listade i Catalogue of Life.